# بطولة كاريوكا 2009
بطولة كاريوكا 2009 هو موسم من بطولة كاريوكا. أشرف على تنظيمه Federação de Futebol do Estado do Rio de Janeiro ‏، وكان عدد الأندية المشاركة فيه 16، وفاز فيه نادي فلامنغو.